# Регулятор (дайвинг)

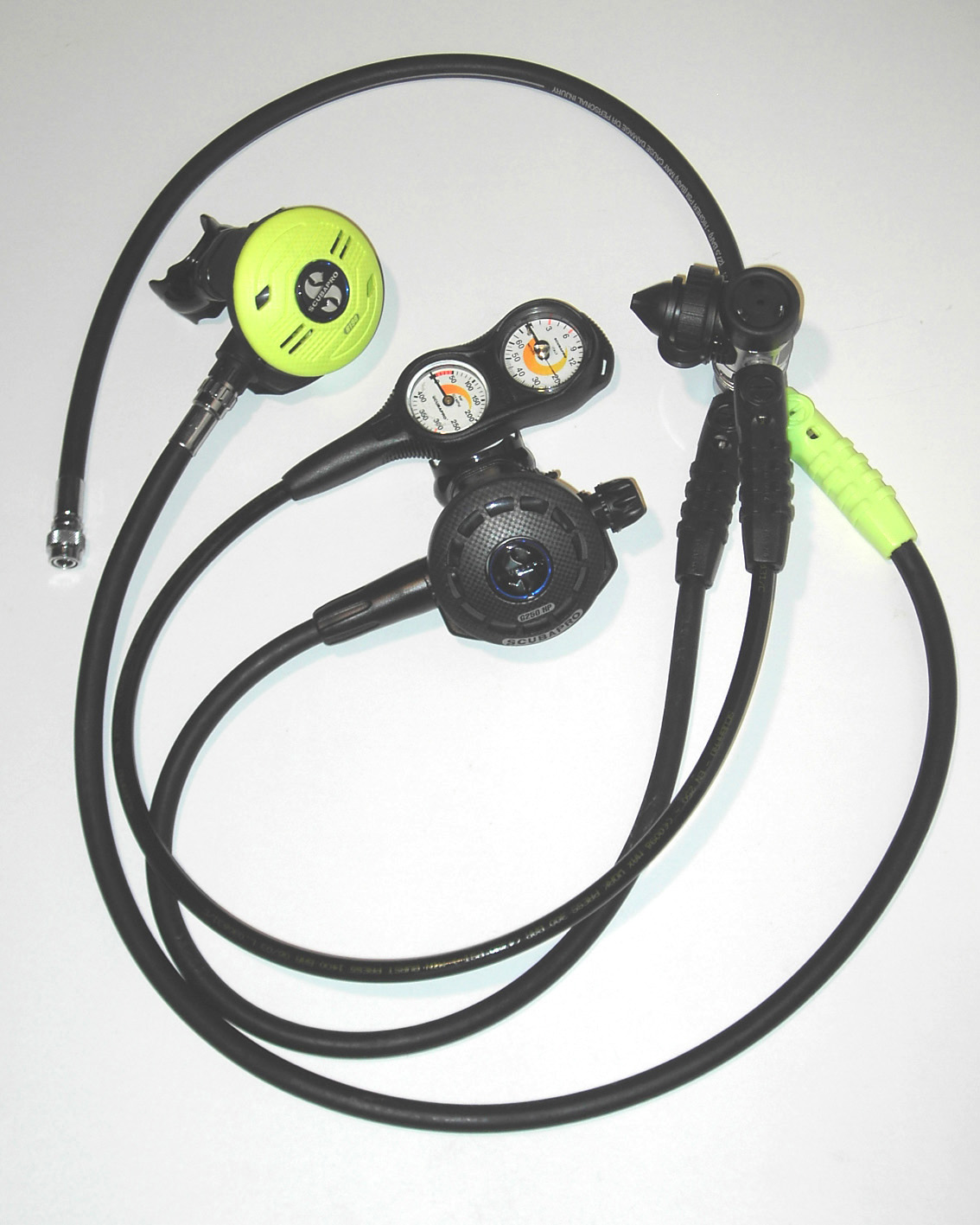
Регулятор в сборе: видны редуктор, два лёгочных автомата и консоль с манометром и глубиномером, а также шланг с разъёмом для подключения к компенсатору плавучести или сухому гидрокостюму.

Регулятор — техническое устройство, предназначенное для снижения давления газа, поступающего из баллона до величин, позволяющих осуществлять дыхание без каких-либо вредных последствий, а также для подачи газа для вдоха и отведение продуктов выдоха.

## Классификация регуляторов
Исторически первыми появились одноступенчатые регуляторы. И поныне их можно встретить в некоторых старых моделях дыхательных аппаратов, однако все современные регуляторы являются двухступенчатыми.

### Одноступенчатые регуляторы
Регуляторы этого типа были использованы Жаком-Ивом Кусто и Эмилем Ганьяном в первом акваланге. Редуктор в одноступенчатом регуляторе осуществляет понижение давления до давления окружающей среды, в результате чего работа дыхания меняется в зависимости от положения тела в воде. Помимо этого недостатком одноступенчатого регулятора является неоднородность характеристик на всём диапазоне давлений в баллоне.

#### Принцип действия
Первые два регулятора состояли из одного редуктора, который понижал давление газа до давления окружающей среды и двух шлангов, подводящего дыхательный газ к загубнику и отводящего продукты выдоха к месту крепления редуктора. Недостатком данной схемы является большая работа, совершаемая при дыхании в положении «лицом вниз» или «вниз головой» по причине того, что редуктор находится выше лёгких примерно на 15-20 сантиметров, что создаёт перепад давления в 0,01-0,02 атм. При положении же «на спине» регулятор может встать на свободную подачу. Поэтому в современных регуляторах первая и вторая ступени разнесены. Однако, фирма Aqualung из ностальгических соображений выпускала регулятор «Мистраль» до 2005 года, копирующий первые регуляторы с совмещенными первой и второй ступенями редуцирования. 

### Двухступенчатые регуляторы
В минимальном варианте регулятор состоит из:
- редуктора (1-я ступень)
- одного лёгочного автомата (2-я ступень)

Совершать погружения в такой конфигурации можно, но опасно, так как нет контроля за расходом воздуха (газовой смеси) и резервного источника дыхания, поэтому в состав регулятора включаются:
- манометр — служит для контроля расхода газовой смеси. Часто манометр монтируется в консоль, включающую глубиномер (или дайв-компьютер), компас.
- октопус — лёгочный автомат (2-я ступень), предназначен для оказания помощи напарнику (в случае, если он остался без воздуха) или замены вышедшего из строя основного лёгочного автомата. Обычно корпус октопуса окрашен в жёлтый цвет, как и шланг.

В техническом дайвинге при использовании спарок октопусы в составе регуляторов не используются, так как дополнительное оборудование является потенциальной точкой отказа, а в случае отказа одного из регуляторов (неважно, какой из ступеней) в наличии есть запасной. Также, зачастую, используется один манометр на спарку.

#### Принцип действия
Регулятор состоит из двух частей (ступеней): редуктора (1 ступень) и лёгочного автомата (2 ступень). Воздух под давлением из баллона подаётся в редуктор, который понижает давление до так называемого промежуточного или среднего, которое на 6-11 атм больше, чем давление окружающей среды, и далее по шлангу среднего давления передаётся в лёгочный автомат (загубник которого берётся в рот), который понижает давление до давления окружающей среды, обеспечивая комфортное дыхание при любом положении тела.

#### Классификация двухступенчатых регуляторов

##### По Рабочему механизму 1-й ступени
Мембраные, Поршневые.

##### По типу клапана 2 ступени
Несбалансированные, Сбалансированные.

##### Защита от внешней среды 1 ступени
Негерметичные, Герметичные (с сухой камерой или с камерой заполненной специальным силиконовым маслом)